# Attila Csihar
Attila Csihar (29 maart 1971) is een Hongaars black metalzanger, vooral bekend van zijn werk met de Noorse black metalband Mayhem en de Amerikaanse drone-doomband Sunn O))).

## Jeugd
In zijn tienerjaren richtte Attila Csihar zijn eerste bandje op, waarmee ze vooral akoestische muziek speelden. Later noemden ze zichzelf Tormentor en begonnen ze zich meer te concentreren op vroege black metal. Tijdens een Hongaarse muziekwedstrijd (vergelijkbaar met Idols) werden ze derde in de categorie metal. Tijdens de tweede ronde, waarin alle categorieën samen kwamen, ging het mis. Desondanks groeiden ze uit tot een van de belangrijkste black metalbands uit Hongarije en bereikten ze een cultstatus binnen de black metal.

## Mayhem
Toen Mayhem-zanger Dead in 1991 zelfmoord pleegde, werd Csihar gevraagd om het eerste studioalbum van Mayhem te komen inzingen. De opnames resulteerden in De Mysteriis Dom Sathanas, dat wel wordt beschouwd als een van de meest kenmerkende albums voor het genre. Er werd echter na het verschijnen van het album kritiek geuit op de scream van Attila, vanwege zijn meer raspende zangstijl welke als atypisch beschouwd werd binnen de black metal.

## Na Mayhem
Na de opnamen van De Mysteriis Dom Sathanas werkte Attila Csihar nog met verschillende andere black metalbands en -projecten. Zoals onder andere Plasma Pool, Aborym en Korong. In 2004 nam hij de zang op voor het nummer 'Decay2 (Nihil's Maw)' van de band Sunn O))). Samen met Greg Anderson van Sunn O))) en Oren Ambarchi richtte hij de band Burial Chamber Trio op, waarmee hij ondertussen 1 studioalbum en 1 live-album heeft opgenomen.

## Terug bij Mayhem
Toen Mayhem-zanger Maniac De band verliet, werd Csihar teruggevraagd. Dit keer als vaste zanger. Hiermee verliet hij de band Aborym. Met Mayhem heeft hij ondertussen het album Ordo Ad Chao opgenomen.

## Persoonlijk
Attila Csihar is gescheiden, heeft 2 kinderen en is woonachtig in Boedapest.

## Discografie
- Met Tormentor:
  - The Seventh Day of Doom (1987)
  - Anno Domini (1988)
  - Recipe Ferrum (1999)
- Met Mayhem:
  - De Mysteriis Dom Sathanas (1994)
  - Mediolanum Capta Est (gastoptreden, 1998)
  - Ordo Ad Chao (2007)
  - Esoteric Warfare (2014)
  - De Mysteriis Dom Sathanas Alive (2017)
  - Daemon (2019)
  - Atavistic Black Disorder/Kommando (2021)
- Met Plasma Pool:
  - I (1991-1994)
  - II - Drowning (1991-1993)
- Met Aborym:
  - Kali Yuga Bizarre (1998, gastoptreden)
  - Fire Walk with Us! (2000)
  - With No Human Intervention (2003)
  - Generator (op "Man Bites God", 2006)
- Met Limbonic Art:
  - The Ultimate Death Worship (op "From the Shades of Hatred", 2001)
- Met Korog:
  - Korog (2005)
- Uitgebracht als Atilla Csihar:
  - The Beast of Attila Csihar (compilatiealbum, 2003)
- Met Void of Voices:
  - 777 (2012)
- Met Anaal Nathrakh:
  - When Fire Rains Down from the Sky, Mankind Will Reap As It Has Sown (op "Atavism", 2003)
  - Eschaton (op "Regression to the Mean", 2006)
- Met Keep of Kalessin:
  - Reclaim (2003)
- Met Emperor:
  - Scattered Ashes (op "Funeral Fog", Mayhem-cover, 2003)
- Met Sear Bliss:
  - Glory and Perdition (op "Birth of Eternity" en "Shores of Death", 2003)
- Met Sunn O))):
  - White2 (2004)
  - Oracle (2007)
  - Dømkirke (2008)
  - Monoliths & Dimensions (2009)
  - Kannon (2015)
- Met Astarte:
  - Demonized (op "Lycon", 2007)
- Met Burial Chamber Trio:
  - Burial Chamber Trio (2007)
- Met Grave Temple:
  - The Holy Down (2007)
  - Ambient/Ruin (2008)
  - Impassable Fears (2017)
- Met YcosaHateRon:
  - La Nuit (2007)
- Met Stephen O'Malley:
  - 6°F Skyquake (2008)
- Met Jarboe:
  - Mahakali (op "The Soul Continues", 2008)
- Met Skitliv:
  - Skandinavisk Misantropi (op "ScumDrug", 2009)
- Met Nader Sadek:
  - In the Flesh (verscheidene nummers, 2010)
- Met Ulver:
  - Wars of the Roses (op "Providence", 2010)
- Met DivahaR:
  - Divarise (op "Blindness", 2014)
- Met Alien Vampires:
  - Drag You to Hell (op "The Divinity Of Solitude", 2015)
- Met Sinsaenum:
  - Echoes of the Tortured (2016)
  - Ashes (2017)
  - Repulsion for Humanity (2018)
- Met Statiqbloom:
  - Beneath the Whelm (op "The Second Coming", 2020)
- Met The Mugshots:
  - Children of the Night / The Call (op "The Call", 2021)

- Gemeinsame Normdatei: 1026759021
- International Standard Name Identifier: 0000 0003 6290 6054
- MusicBrainz: 788ce880-35ef-485d-879c-34d1ec8af227
- Virtual International Authority File: 80145970363332252869